# Pokolj u Čanku 10. prosinca 1991.
Pokolj u Čanku je bio ratni zločin kojeg su počinile velikosrpske postrojbe za vrijeme Domovinskog rata 10. prosinca 1991. u selu Čanku u Lici, u općini Korenica.

Selo je bilo skoro sasvim etnički čisto hrvatsko (296 Hrvata i 1 Srbin).
Jeseni 1991. godine Čanak se opirao tri mjeseca velikosrpskom agresoru, nakon čega su ga zauzeli pobunjeni hrvatski Srbi.
Selo Čanak nije imalo mira ni prije tog kobnog 10. prosinca. 23. studenoga 1991. srpske postrojbe zapalile su Čanak, ali ga nisu uspjele duže zadržati.
JNA i četnici su zauzeli Čanak 10. prosinca 1991., nakon čega su opljačkali, porazarali i potom spalili selo, a za početak su odmah ubili šestero seljana. Najokrutnije su ubili Jagu Šnjarić: tukli su je pred kućom da im dade devize, zlato, a kad nisu našli što su tražili, zavezali su joj noge za jedan auto i vozili po cijelom selu. Jadnica je vrištala u mukama, a četnici su se onako pijani i ludi smijali i pucali u zrak od veselja. Drugi su zaklani, ubijeni metkom u zatiljak, vješanjem (u zapaljenoj kući), a ostali su smaknuti na mjestima gdje su se našli.
Grobovi svih žrtava nisu nađeni do danas (stanje u travnju 2008.).

Ukupno su velikosrbi u Čanku ubili za vrijeme srbijanske agresije i velikosrpske pobune 7 civila. Sedmi mještanin ubijen je kasnije, 30. travnja 1994.godine kad je došao na grob svoje kćeri. Na njega se pucalo s položaja kojeg je trebao držati UNPROFOR.

## Vanjske poveznice
- Čanak na fallingrain.html